# Be Silent and Come Out
Be Silent and Come Out es el sexto episodio de la tercera temporada y vigésimo sexto episodio a lo largo de la serie de drama y ciencia ficción de TNT, Falling Skies; fue escrito por Bradley Thompson, David Weddle y John Wirth y dirigido por Adam Kane y salió al aire el 7 de julio de 2013 en Estados Unidos.
Hal finalmente revela a todo el mundo su lucha interna, y no resulta en nada bueno para los Mason. Por otra parte, Lourdes experimenta con un nuevo y riesgoso procedimiento médico y el gobierno de Charleston ve un cambio masivo en el liderazgo cuando un grupo se separa en una misión de búsqueda y rescate.

## Argumento
Un Skitter rebelde informa a Tom que Anne y Alexis están en poder de Karen pero aún no tienen la ubicación exacta y le pide que le dé un par de días más para que sus infiltrados puedan conseguir esa información, Tom se altera pues cree que en un par de días ellas podrían estar muertas, sin embargo, Weaver, Ben y Marina le piden que se tranquilice y Ben le pide que les dé veinticuatro horas a los Skitters rebeldes para conseguir la ubicación, finalmente, Tom accede, lo que pone de malas a Hal, ya que él insiste en salir a buscarlas. Tom se aleja con Marina y Maggie se acerca a Hal preguntándole si irán en busca de Anne y Alexis. Hal la ignora por completo y se marcha. Mientras tanto, Marina le habla a Tom sobre el arma que los Volm están construyendo y le dice que le mostró las fotos que él guardaba al Dr. Kadar, lo que enfurece a Tom, pues esas fotografías estaban bajo llave en su escritorio; Marina y Tom discuten sobre el arma cuando Hal llega en un vehículo y cuando desciende de él, golpea a Marina con su arma y le exige a Tom que deje las suyas en el suelo o le disparará a la vicepresidente. Tom, sorprendido por la actitud de su hijo, coloca el arma en el suelo; Hal le ordena que se levante y que suba al vehículo, encañonándolo con su arma y lo obliga a conducir. En el vehículo, el verdadero Hal, logra salir por un momento y le dice a Tom que el Hal malo tiene el control. Marina alerta sobre la situación a Maggie quien le dispara al vehículo, provocando que se vuelque. Hal sale del vehículo apuntando a Tom ante la mirada atónita de todos y logra adentrarse en un edificio, en donde le dice que le dirá dónde se encuentran Anne y Alexis si le da toda la información acerca del arma que están construyendo los Volm, Tom se rehúsa y Hal le apunta con el arma nuevamente.
Anthony informa a Weaver que tienen el edificio rodeado. Marina cree que Hal que tiene algún tipo de estrés postraumático y Maggie les confiesa a Hal ha estado teniendo problemas y pesadillas de reuniones secretas con Karen durante semanas y que cree que ella le implantó algo cuando lo besó. Pope inmediatamente culpa a Maggie de encubrir a Hal y de que este haya causado la muerte del Dr. Manchester. Weaver no cree que Hal sea un traidor y ordena mantener a Hal y Tom sanos y salvos; Pope se niega y Ben le dice que Hal no puede ser consiente y comienzan una discusión que lleva a Ben a golpear a Pope. Weaver y otros soldados los separan y el Coronel ordena que se calmen. Weaver decide entrar y le pide a Tector que lo cubra y ordena que nadie abra fuego hasta que él lo pida y Marina le pide que no se deje matar. Weaver le dice a Hal que está desarmado y va a entrar a hablar con él, Hal le impide entrar y Weaver comienza a hablar desde afuera y le dice que Maggie ya les ha contado todo sobre lo que Karen le hizo. Tom pregunta qué le hizo y Hal dice que no ya no importa, entonces Tom deduce que le puso algo dentro cuando lo besó. Weaver le dice a Hal que todos están preocupados por él y que pueden buscar una forma de resolver la situación sin que nadie salga herido. Tom y Weaver le preguntan cómo pueden ayudarlo y el verdadero Hal parece estar saliendo a la luz cuando el Hal malo vuelve a tomar el control y pide un vehículo y poder salir de la ciudad con seguridad, Weaver se niega y Hal abre fuego contra el él, provocando que Lyle y Pope le respondan, Tom aleja a su hijo de las balas y Weaver ordena el alto al fuego y trata de hablar con Hal y Tom, Tom le responde que están bien. Hal exige un Humvee nuevamente y esta vez Weaver accede, pero le dice que Maggie le ha disparado al que le iban a dar así que tiene que esperar un tiempo, Hal dice que se le agota la paciencia.
Ben le dice a Weaver que podría entrar al edificio sin que Hal se percate pero Weaver se niega a que lo haga, Ben asegura que su hermano no le dispararía pero Marina argumenta que todos creían que no se atrevería a poner un arma en la cabeza de Tom y sin embargo, lo hizo; entonces, Maggie se ofrece, asegurando que Hal la escuchará, pero el Coronel se niega argumentando que si no lo logra, le dará un rehén más que usar en contra de ellos. Pope pregunta por qué están siendo tan cuidadosos con Hal, ya que si hubiese sido cualquier otro ya lo habrían matado por haber disparado a la gente, Maggie le responde que Hal no ha disparado a nadie y que pudo herir a Weaver y no lo hizo pero Pope dice que no pueden confiar en que Hal siga conteniéndose. Weaver ordena a Pope y sus Berserkers marcharse a lo que Pope accede con gusto. Marina pregunta a Tector si es capaz de detener a Hal si la situación empeora y él le responde que sí puede. Weaver dice que no llegarán a ese punto, sin embargo, Marina dice que deben estar preparados e imagina la difícil situación en la que se encontraría si ordenara la muerte de Hal por su cercanía con Tom y que si no puede dar esa orden, entonces ella lo relevará del mando. Tector dice que ha localizado dos sitios donde se puede colocar sin que Hal lo vea y dispararle pero Weaver le deja claro que el chico no es un blanco sino uno de los suyos y no quiere que le dispare. Matt le pregunta a Tector si de verdad va dispararle a su hermano y él le responde que tiene órdenes de no hacerlo pero Matt dice que las órdenes pueden cambiar, Tector asiente y se aleja, entonces Matt se acerca a Maggie y le dice que debería entrar y hablar con Hal y que existe una manera de entrar sin que nadie la vea, Ben se une a ellos. Adentro, Tom le dice a Hal que morirá por nada, Hal le dice que no cree que Weaver sea capaz de dar la orden de asesinar al hijo de su mejor amigo, pero Tom le dice que el Coronel no es quien da las órdenes, sino Marina y que si apuesta a que no ordenará que le disparen o se arriesga a que Tector falle, entonces está perdido y le dice que la única forma de salir de esa situación es que le diga a Karen que deje a Anne y Alexis volver a Charleston y después le cuenta todo sobre lo del arma de los Volm pero al le dice que lo hagan a la inversa.
Matt guía a Maggie y Ben a través de unos túneles que atraviesan todo Charleston mientras que Pope organiza apuestas en su bar sobre si los Mason sobrevivirán o no a la situación. Ben, Maggie y Matt llegan al edificio. Mientras tanto, Hal amenaza a Tom con hacerle daño a Ben o a Matt. Tom intenta llegar al verdadero Hal, diciéndole que es una situación que viene desde antes de la invasión, cuando se perdía sus partidos de lacrosse y las cenas familiares. Le cuenta que su madre creía que sería piloto de combate pero que él no lo veía de esa manera, pues para eso se requiere concentración y no sabía si tuviera la suficiente pero viéndolo pelear a su lado, se dio cuenta de que Rebecca tenía razón y que desea que ella estuviera para que viera el hombre en el que se ha convertido pues lo amaba realmente. Hal comienza a llorar y con una mano temblorosa le apunta a su padre, pero Tom le pide que le de la pistola y el chico le ordena entre lágrimas que se calle o le disparará. Maggie, Matt y Ben llegan hasta ellos (Ben permanece oculto en otra habitación contigua). Maggie y Matt le piden a Hal que luche ya que es más fuerte que Karen, mientras Tom le pide el arma. Hal apunta con el arma a Matt pero Tom asegura que no lastimará a su familia, entonces, en medio de su lucha interna, Hal se apunta a sí mismo y les dice que lo siente, cuando está a punto de dispararse, Ben interviene y entre todos luchan por desarmarlo, sin embargo, Hal logra disparar, hiriéndose. Mientras todo se resuelve, Pope abre una nueva apuesta sobre si Hal sobrevive al final será acusado de espionaje, asesinato o lo dejarán libre, Weaver entra en ese momento al bar y todo queda en silencio, Pope se acerca a él y Weaver le dice que si alguien cambia el resultado de las apuestas, lo matará y clavará su cabeza en el bar y se va. Pope le pide a Lyle que vaya a la enfermería y si ve algo raro se encargue de ello.
En la enfermería, Lyle escucha cuando Lourdes le informa a los Mason que Hal se pondrá bien pero necesita hacerle unas cuantas pruebas, Maggie pregunta si detectó algún parásito en Hal pero Lourdes informa que las radiografías no mostraron nada raro por lo que espera hacerle un examen de sangre, ya que no pueden extraer lo que no pueden ver. Ben sugiere que los Skitters rebeldes pueden saber más sobre los parásitos. A través de Ben, un Skitter rebelde explica que los parásitos son ingeniería genética controlada por el individuo que lo implantó y que es más fácil extraerlo si lo hace ese mismo individuo, pero revela que existe otra manera cuando el individuo no se encuentra disponible. Se trata de una especie de asesino biológico, diseñado para rastrear al parásito a un nivel molecular y que en teoría podría resultar en un ser humano, pero existen riesgos ya que la biología y la química corporal de un Skitter es diferente a la de un humano. Tom decide tomar el riesgo pero necesita asegurarse si el tratamiento matará al parásito, el Skitter responde que lo hará si aún continúa dentro de Hal, si no, terminará matándolo a él. Tom pregunta cómo funciona. En el Árbol de la Libertad, Tom le dice a Marina que se encuentra en una encrucijada, ya que si no hace nada habrá perdido a su hijo, pero si hace lo que debe hacer igual podría perderlo. Marina aconseja a Tom a hacerlo.
Maggie visita a Hal, quien está atado a una camilla y le pide que lo saque de ahí, asegurándole que el parásito se ha ido, Maggie le dice que no puede hacerlo. Hal le dice que van a matarlo si no hay parásito, que nadie le cree, que no sobrevivirá a ello y que debe ayudarlo, como último recurso, el chico asegura saber dónde Karen tiene a Anne y Alexis, le pide que lo acompañe a rescatarlas pues si regresa con ellas les probará que está bien de nuevo, que decide entre él o ellos. Le pide que lo desate pero Maggie le dice que quiere creerle pero no puede, entonces Hal revela de nuevo su personalidad y Maggie se va. En seguida, Tom entra a verlo y Hal le dice que no quiere morir de esa manera y comienza a llorar. Tom le asegura que no dejará que lo aparten de él y se va. Hal se queda llorando y gritando, tratando se desatarse sin conseguirlo. Los Mason y Maggie observan mientras Lourdes prepara el tratamiento para Hal, Tom le pide a Ben que saque a Matt de la sala. Lourdes aplica el tratamiento a Hal, quien comienza a grita nuevamente y a convulsionarse para luego quedar inmóvil y expulsar un líquido que supone era el parásito. Lourdes toma el líquido con una jeringa y luego nota que el corazón de Hal ha dejado de latir comenzando a darle RCP, inyectándole epinefrina directamente en el corazón. Tom y Maggie miran todo con impotencia.
Hal despierta con Tom y Maggie a su lado y pregunta qué ha pasado, Tom le pregunta si no recuerda y Hal responde que lo último que recuerda es que iba a hablar con él sobre las pesadillas con Karen que había estado teniendo, pero Tom no estaba y el Coronel Weaver se negó a decirle a dónde había ido. Maggie le responde que todo eso pasó una semana atrás. Hal los mira sorprendido y vuelve a preguntarles qué ha pasado. Maggie le pregunta si no recuerda haber tomado a Tom como rehén, Tom le asegura que fue porque tenía un parásito dentro pero que ya se lo ha sacado. Entonces, Hal dice que tenía razón y que es él espía y culpable de todo lo que ha pasado, Maggie le asegura que la verdadera culpable es Karen. Marina entra al despacho de Tom y él le dice que los  Skitters rebeldes le han dado la ubicación donde Karen tiene a Anne y Alexis y le da una carpeta que contiene toda la información acerca del arma que están construyendo los Volm junto con su carta de dimisión, diciéndole que irá en busca de su hija y su mujer y hará las cosas a su modo. Marina le dice que ella también hará las cosas a su modo en lo que concierne a los Volm, Tom le aconseja que sea directa con ellos pues los necesitan para ganar. Finalmente, los Mason se preparan para su misión de búsqueda y rescate Weaver le dice a Tom que le gustaría acompañarlos pero debe cuidar la ciudad y a Jeanne, Tom le dice que lo entiende. Weaver asegura que irá a buscarlo si no regresa pronto y Maggie se despide Hal, quien le pide que recuerde que la ama; Tector se acerca a él y le dice que todos saben que tenía un parásito dentro y que vaya y encuentre a Anne, por su parte, Pope comenta que la próxima vez que quieran encarcelarlo argumentará que tenía un párasito, Ben le pide a Hal que lo ignore y en seguida salen de la ciudad. Mientras tanto, Marina toma protesta como la nueva presidente del Nuevo Estados Unidos, al tiempo que Tom asegura a Hal que encontrarán a Anne.

## Elenco
| - Noah Wyle como Tom Mason. - Drew Roy como Hal Mason. - Connor Jessup como Ben Mason. - Maxim Knight como Matt Mason. - Seychelle Gabriel como Lourdes Delgado. - Sarah Sanguin Carter como Maggie. - Mpho Koahu como Anthony. - Colin Cunningham como John Pope. - Will Patton como Coronel Weaver. | - Brad Kelly como Lyle. - Ryan Robbins como Tector Murphy. - Gloria Reuben como Marina Perlata. |

## Continuidad
- Los eventos de este episodio comienzan por lo menos un par de días después de lo sucedido en Search and Recover.
- Hal revela la doble personalidad que ha desarrollado.
- Se cumple una semana de la desaparición de Anne y Alexis.
- Tom renuncia a la presidencia del Nuevo Estados Unidos.
- Marina asume la presidencia del Nuevo Estados Unidos.

## Recepción

### Recepción de la crítica
Meredith Jacobs de Examiner señala que sin duda alguna ha sido el mejor episodio de Drew Roy y elogia su actuación diciendo: "Si bien elogié su actuación en At All Costs, no tiene nada que ver con lo que vimos esta semana.  A lo largo del episodio, Roy parecía superar su propio desempeño con cada escena, y no fue sólo en la entrega de sus líneas, pero cuando él no decía nada en absoluto: la mano temblorosa, las expresiones faciales, rompiendo en llanto y el arma debajo de la barbilla, suplicando a Maggie y Tom, todo. Este fue un episodio diseñado para que Drew brillara y él no podría hacer mejor trabajo del que hizo". También aplaude la actuación de Sarah Carter y el desenvolvimiento de su personaje, comentando: "Maggie se ha destacado esta temporada gracias a Hal, incluso antes y aunque sabemos lo fuerte que es en el campo de batalla, este arco nos ha dado la oportunidad de ver lo fuerte ella es también emocionalmente", además habla sobre las interacciones de Pope y Weaver: "He dicho lo mucho que disfruto de las escenas con Tom y Pope, pero las escenas con Pope y Weaver son tan fuertes, y la conversación que tuvo lugar en el bar del nido fue el ejemplo perfecto de ello. Fue una de las mejores interacciones que hemos tenido entre los dos en toda la serie hasta ahora", y concluye diciendo: "En general, fue un episodio fuerte, uno de los mejores y más emocionantes de la temporada. Aunque sabíamos que Hal iba a lograr salir de esta con vida, lo que no sabíamos era lo que iba a ocurrir entre EvHal teniendo a Tom como rehén. Pero lo que hizo que este episodio tan bueno no era sólo el suspenso, sino que también fueron los momentos más tranquilos, como cuando Tom habla con EvHal sobre la vida de los Mason antes de la invasión. Este tenía que ser un gran episodio después de guiarnos a esto en toda la temporada, este tiene que ser un gran episodio de Hal y Drew Roy, y era tenía para serlo y más".
Carla Day de TVFanatic, le da al episodio un calificación de 4.6 de 5 y señala: "Después de una hora sin brillo del pasado domingo, Falling Skies siguió con el tenso y revelador Be Silent and Come Out, y añade: "Dado que Hal no es el espía, quieren que pensemos que es Marina con esa mirada misteriosa después de jurar como presidente. Con los Mason en busca de Anne y Alexis, las verdaderas intenciones de Marina se aclararán. Yo no creo que ella es la espía. Mi apuesta es por Lourdes. Me duele nombrarla como espía, pero la evidencia está acumulando en su contra".
MaryAnn Sleasman de TV.com elogia el crecimiento que ha tenido el personaje de John Pope diciendo: "Pope ha pasado de ser el típico antagonista que contradice a nuestro héroe a cada momento, simplemente porque él es egoísta, cobarde, superficial, etcétera a ser la voz malhumorada y cínica de la razón en una serie que quiere ser un drama apocalíptico arenoso", y continúa: "Falling Skies ha hecho un trabajo ejemplar al hacer del matón residente de la nueva Charleston un personaje deliciosamente complicado, y demostrar lo mucho que se preocupa por las personas que lo rodean y la idea de una causa más grande que él". También añade: "Ningún bebé extraterrestre y el final del Hal malvado. El mejor episodio de la temporada. Bueno, no. Pero son dos grandes puntos positivos y yo lo llamó una victoria" y concluye: "Felicitaciones a Drew Roy por su alternativa, divertida y terrorífica interpretación del loco Hal. Era inquietante. Lo digo como un cumplido".

### Recepción del público
En Estados Unidos, Be Silent and Come Out fue visto por 3.48 millones de espectadores, de acuerdo con Nielsen Media Research.